# اتحاد پاسکال
در ریاضیات، اتحاد پاسکال یک همانی ترکیبیاتی در مورد ضریب دوجمله‌ای است. بنابر اتحاد پاسکال، به‌ازای هر عدد طبیعی n
- {\displaystyle {n-1 \choose k}+{n-1 \choose k-1}={n \choose k}\quad }

- به‌ازای {\displaystyle 1\leq k\leq n}

که در آن {\displaystyle {n \choose k}} یک ضریب دوجمله‌ای است. نوشتن این اتحاد به صورت زیر هم رایج است:
- {\displaystyle {n \choose k}+{n \choose k-1}={n+1 \choose k}\quad }

- به‌ازای {\displaystyle 1\leq k\leq n+1}

## اثبات ترکیبیاتی
اثباتی شهودی برای این اتحاد وجود دارد. یادآوری می‌شود که {\displaystyle {n \choose k}} تعداد حالت‌هایی است که می‌توان از مجموعه‌ای n تایی، k چیز برداشت. یک عضو دلبخواهی از مجموعه به عنوان X جدا می‌شود. حال هر بار که زیرمجموعه‌ای k تایی از مجموعه برداشته شود، X یا عضو این زیر مجموعه است یا عضو این زیرمجموعه نیست. اگر X عضو زیر مجموعه باشد، با کنار گذاشتن آن تعداد حالت‌ها برابر {\displaystyle {n-1 \choose k-1}} می‌شود. اگر X عضو زیرمجموعه نباشد با کنار گذاشتن آن تعداد حالت‌ها برابر {\displaystyle {n-1 \choose k}} است. از آنجا که حالت دیگری ممکن نیست (X یا در زیرمجموعهٔ kتایی هست یا در آن نیست) پس
- {\displaystyle {n-1 \choose k-1}+{n-1 \choose k}={n \choose k}}

## اثبات جبری
قصد بر این است که ثابت شود:
- {\displaystyle {n \choose k}+{n \choose k-1}={n+1 \choose k}.}

- {\displaystyle {\begin{aligned}{n \choose k}+{n \choose k-1}&={\frac {n!}{k!(n-k)!}}+{\frac {n!}{(k-1)!(n-k+1)!}}\\&=n!\left[{\frac {n-k+1}{k!(n-k+1)!}}+{\frac {k}{k!(n-k+1)!}}\right]\\&={\frac {n!(n+1)}{k!(n-k+1)!}}={\binom {n+1}{k}}\end{aligned}}}

## تعمیم
اگر {\displaystyle n,k_{1},k_{2},k_{3},\dots ,k_{p},p\in \mathbb {N} ^{*}} و {\displaystyle n=k_{1}+k_{2}+k_{3}+\cdots +k_{p}}. آنگاه:
- {\displaystyle {\begin{aligned}&{}\quad {n-1 \choose k_{1}-1,k_{2},k_{3},\dots ,k_{p}}+{n-1 \choose k_{1},k_{2}-1,k_{3},\dots ,k_{p}}+\cdots +{n-1 \choose k_{1},k_{2},k_{3},\dots ,k_{p}-1}\\&={\frac {(n-1)!}{(k_{1}-1)!k_{2}!k_{3}!\cdots k_{p}!}}+{\frac {(n-1)!}{k_{1}!(k_{2}-1)!k_{3}!\cdots k_{p}!}}+\cdots +{\frac {(n-1)!}{k_{1}!k_{2}!k_{3}!\cdots (k_{p}-1)!}}\\&={\frac {k_{1}(n-1)!}{k_{1}!k_{2}!k_{3}!\cdots k_{p}!}}+{\frac {k_{2}(n-1)!}{k_{1}!k_{2}!k_{3}!\cdots k_{p}!}}+\cdots +{\frac {k_{p}(n-1)!}{k_{1}!k_{2}!k_{3}!\cdots k_{p}!}}={\frac {(k_{1}+k_{2}+\cdots +k_{p})(n-1)!}{k_{1}!k_{2}!k_{3}!\cdots k_{p}!}}\\&={\frac {n(n-1)!}{k_{1}!k_{2}!k_{3}!\cdots k_{p}!}}={\frac {n!}{k_{1}!k_{2}!k_{3}!\cdots k_{p}!}}={n \choose k_{1},k_{2},k_{3},\dots ,k_{p}}.\end{aligned}}}